# Charge van de Lichte Brigade

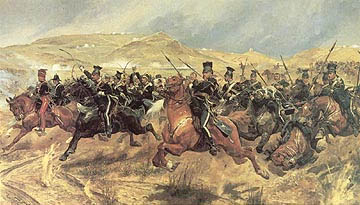
De Charge van de Lichte Brigade

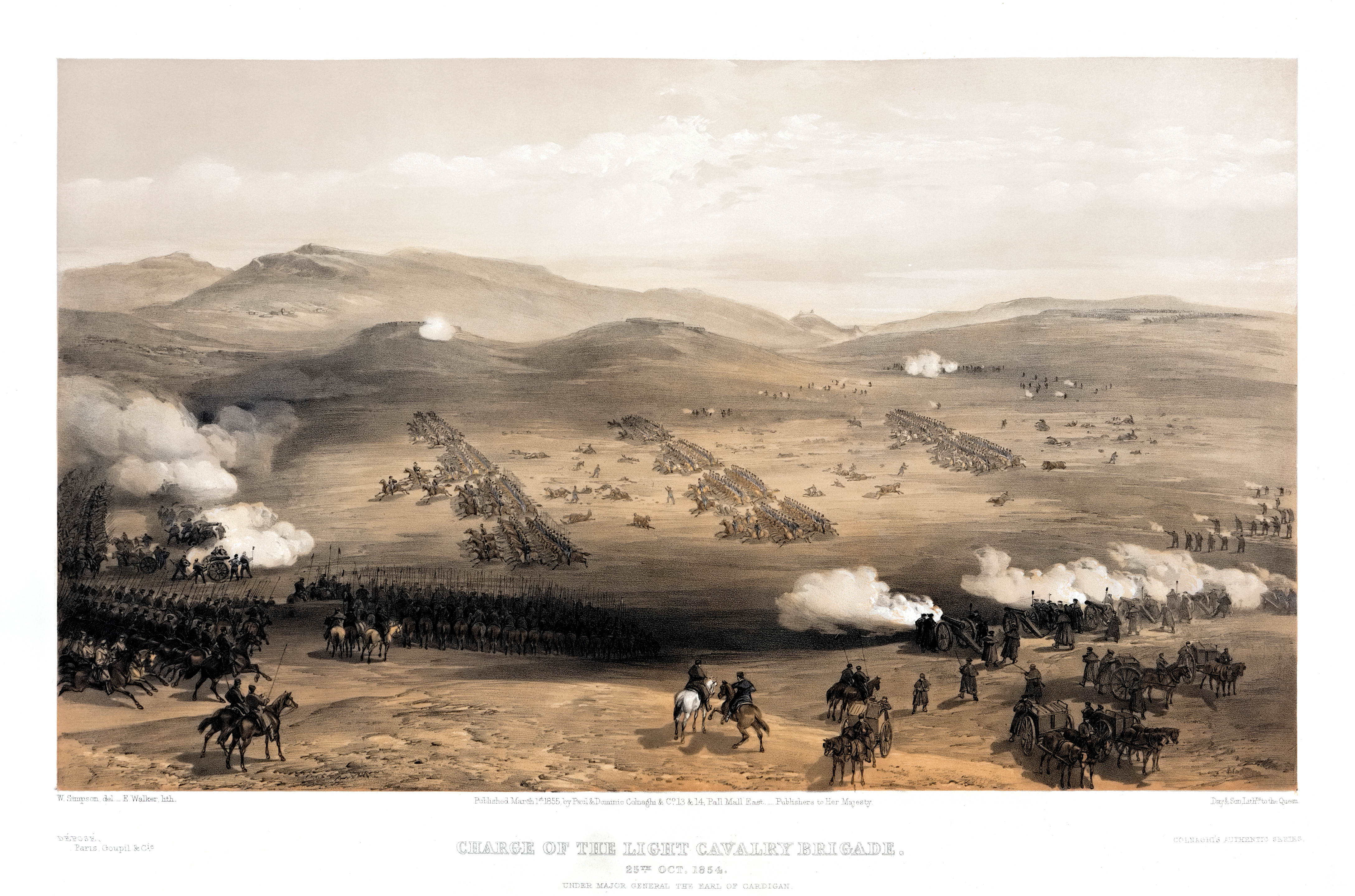
Slag bij Balaklava

De Charge van de Lichte Brigade was een charge van de Britse lichte cavalerie, aangevoerd door James Brudenell, de 7de Earl van Cardigan, op 25 oktober 1854, rond 11:15 ('s ochtends) als onderdeel van de Slag bij Balaklava tijdens de Krimoorlog. Oorlogsvoerende partijen waren het keizerrijk Rusland en een alliantie van het Tweede Franse Keizerrijk, het Britse Rijk, het Ottomaanse Rijk en het koninkrijk Sardinië.

## Gebeurtenissen

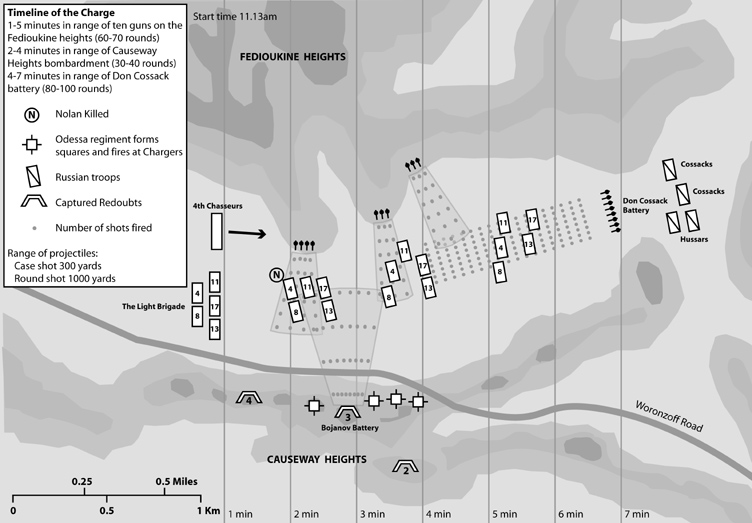
Tijdslijn van de charge.

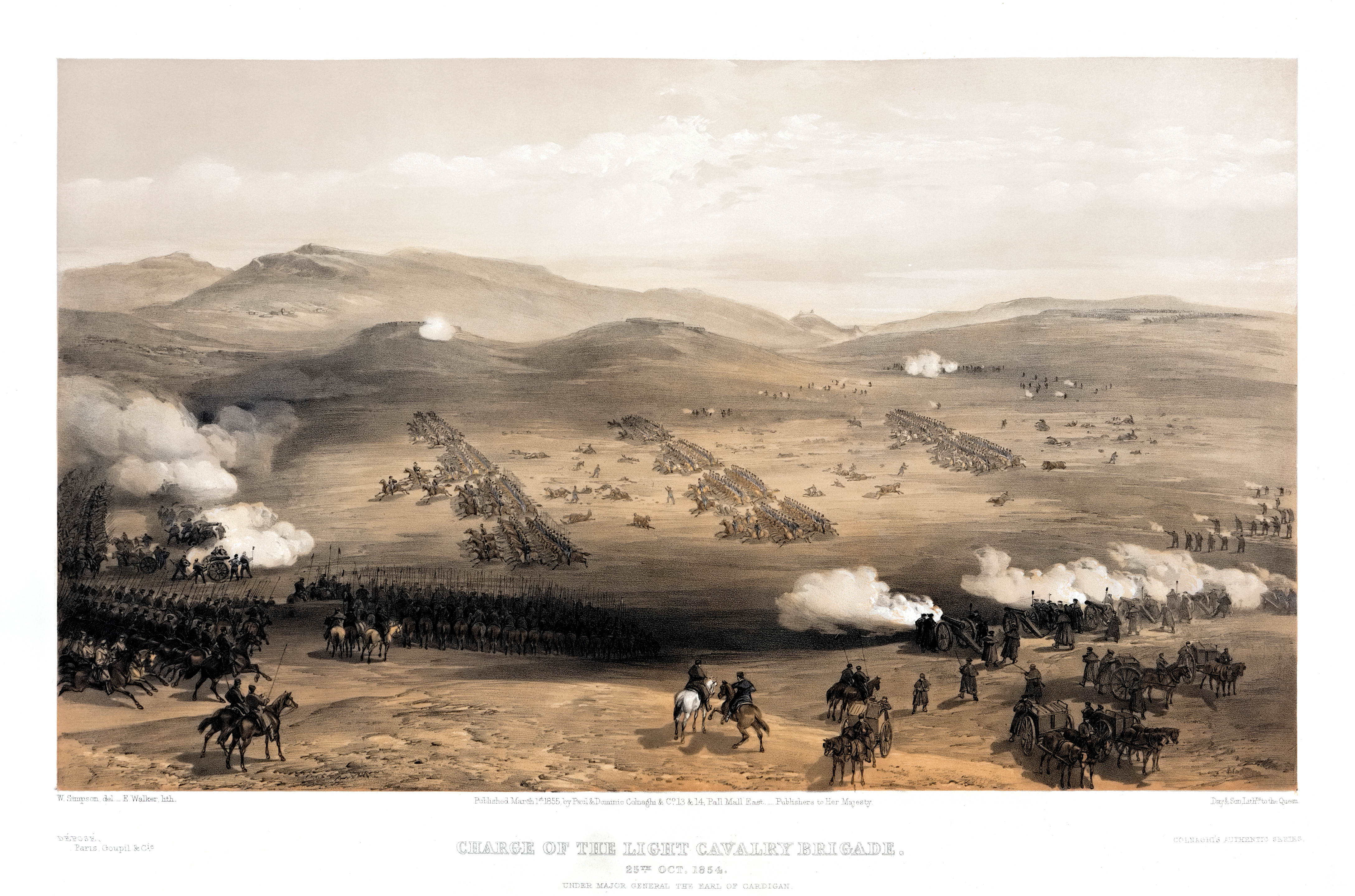
Slag bij Balaklava

Doel van de charge was te voorkomen dat de Russen zich zouden kunnen terugtrekken en daarbij de scheepskanonnen zouden kunnen meenemen uit de schansen van een fort (de redoute) dat ze hadden veroverd aan de achterzijde van de heuvel die de zuidkant van de vallei vormde.
De charge moest worden verricht door de Lichte Brigade van de Britse cavalerie, deze brigade bereed onbeschermde, lichte, snelle paarden, de berijders waren gewapend met lansen en sabels. Hun mobiliteit en snelheid moesten ervoor zorgen dat de Russen gedwongen zouden worden om ofwel snel te vluchten en de zware kanonnen achter te laten, ofwel massaal zouden worden neergeschoten terwijl ze probeerden met de kanonnen weg te komen.
De Lichte Brigade bestond uit de 4e en 13e Lichte Dragonders, 17e Lansiers, en de 8e en 11e Huzaren, onder het bevel van generaal-majoor James Brudenell, de 7e graaf van Cardigan. Het aantal cavaleristen bedroeg 673 (of volgens sommige verslagen 661). Alfred Lord Tennyson heeft het echter, voor het gemak en ter wille van het rijm, steevast over "de 600".
Ter plaatse was ook aanwezig de Zware Brigade, bestaande uit het 4e Koninklijke Ierse Dragonder Garderegiment, het 5e Dragonder Garderegiment, de 6e Inniskilligs Dragonders en de Scots Greys, aangevoerd door generaal-majoor James Yorke-Scarlett, zelf oud-commandant van het 5e Dragonder Garderegiment. De Zware Brigade reed op grote, zware oorlogsrossen. De mannen waren uitgerust met metalen helmen en bewapend met cavaleriezwaarden voor gevechten van dichtbij. Ze waren bedoeld als de belangrijkste Britse stootkracht, die frontale aanvallen leidde om vijandelijke linies te doorbreken.

Beide eenheden vormden de hoofdcavalerie-eenheid van de Britten in de slag. Het algehele bevel berustte bij luitenant-generaal George Bingham, 3de Graaf van Lucan. Hij ontving een bevel van de commandant FitzRoy Somerset (Lord Raglan), dat de lichte cavalerie voorwaarts moest rukken. Hij zou versterking krijgen van door paarden getrokken artillerie en Franse cavalerie. De order werd opgesteld door brigadier Airey en overgebracht door kapitein Louis Edward Nolan. 
Lord Raglan wenst dat de cavalerie snel naar het front oprukt, de vijand volgt en probeert te voorkomen dat de vijand de kanonnen meeneemt. Er mag paardartillerie mee. De Franse cavalerie bevindt zich aan de linkerflank. Onmiddellijk.
 Raglan meende vanaf zijn hoge uitkijkpunt aan de westkant van de vallei te kunnen zien wat er gebeurde. De ligging van het land rond Lucan en de cavalerie ontnam hem echter het zicht op de pogingen van de Russen om de kanonnen uit de schansen te verwijderen en zich terug te trekken.
Bingham had niet het overzicht op de situatie zoals FitzRoy Somerset dat had. Later bleek ook dat Nolan een verkeerde positie voor de buitgenomen scheepskanonnen had aangewezen. Het kan zijn dat Nolan dit later pas doorhad, toen gezien werd dat hij Bingham probeerde in te halen. Hij had dus mogelijk nog meer of gedetailleerdere instructies bij zich, maar werd geraakt door een artilleriegranaat.
De Zware Brigade hield echter halt aan het begin van de pas, wellicht door vijandschap tussen Bingham en zijn zwager, generaal-majoor Brudenell, die 30 jaar eerder was begonnen en begon op te laaien in de werkrelatie tijdens de Krimoorlog. De verklaring van Bingham luidde echter dat het zinloos was om óók de Zware Brigade neergemaaid te zien worden. Het begin van de vallei, waar hij halt hield, was een goede plaats om assistentie te verlenen aan de terugkerende overlevenden. Deze positie was teruggetrokken, waardoor de chargerende Franse Chasseurs d'Afrique  ondersteuning konden bieden aan de terugkerende Lichte Brigade.
In de vallei waren door de Russen 20 bataljons infanterie, 50 stuks geschut gepositioneerd, alle onder leiding van Pavel Liprandi. De Lichte Brigade trok door de vallei en werd door kanonvuur van achtereenvolgens links, links én rechts, ondersteund door geweervuur van het Odessa-regiment, en vervolgens van voren, uitgedund. Een gedeelte van de Lichte Brigade kon gevecht leveren bij de Britse kanonnen bij de redoute, maar de kanonnen konden slechts tijdelijk beschermd worden. Hierna moest de Lichte Brigade door uitputting terugkeren door de vallei.

## Nasleep
De verliezen waren door Calthorpe Somerset, adjudant van FitzRoy Somerset, de commandant van het leger, drie dagen na de charge in een brief aan een vriend als volgt opgeschreven:
|              | Gedood en vermist | Gewond |
| ------------ | ----------------- | ------ |
| Officieren   | 9                 | 12     |
| Sergeants    | 14                | 9      |
| Hoornblazers | 4                 | 3      |
| Soldaten     | 129               | 98     |
| Totaal       | 156               | 122    |

Daarnaast overleden er 335 paarden in de strijd of aan de in de strijd opgedane verwondingen. Het is vastgesteld dat de Russen ook een groot aantal gevangen hebben genomen; onbekend is exact hoeveel.
Naderhand bleken er 118 soldaten te zijn gedood en 127 gewond. Na het hergroeperen bleken er maar 195 met man en paard over te zijn.

## Historische betekenis
De aanval van de Lichte Brigade wordt nog steeds door militaire historici en studenten bestudeerd als een voorbeeld van hoe het mis kan gaan als militaire inlichtingen ontoereikend en orders onduidelijk zijn.

## Gedicht
De charge is bekend als onderwerp van het gedicht The Charge of the Light Brigade van Alfred Lord Tennyson, die, door de regels "Theirs not to reason why / Theirs but to do and die" symbool zijn geworden voor de hardheid van oorlog. Meer nog is het symbool geworden van zinloze moed, of, in de woorden van de Franse maarschalk Pierre Bosquet: "C'est magnifique, mais ce n'est pas la guerre, c'est de la folie.": "Het is prachtig, maar het is geen oorlog, het is dwaasheid." Vooral hierdoor is dit gedicht, en de charge zelf, bekend gebleven.